# 台東天后宮
22°45′26″N 121°09′18″E / 22.757240°N 121.154940°E
台東天后宮，又稱埤南天后宮，是位於臺灣臺東縣臺東市的媽祖廟，為臺灣清治時期最末立的官廟，亦以舉辦元宵繞境與炮炸寒單爺聞名。

## 沿革

### 清治時期

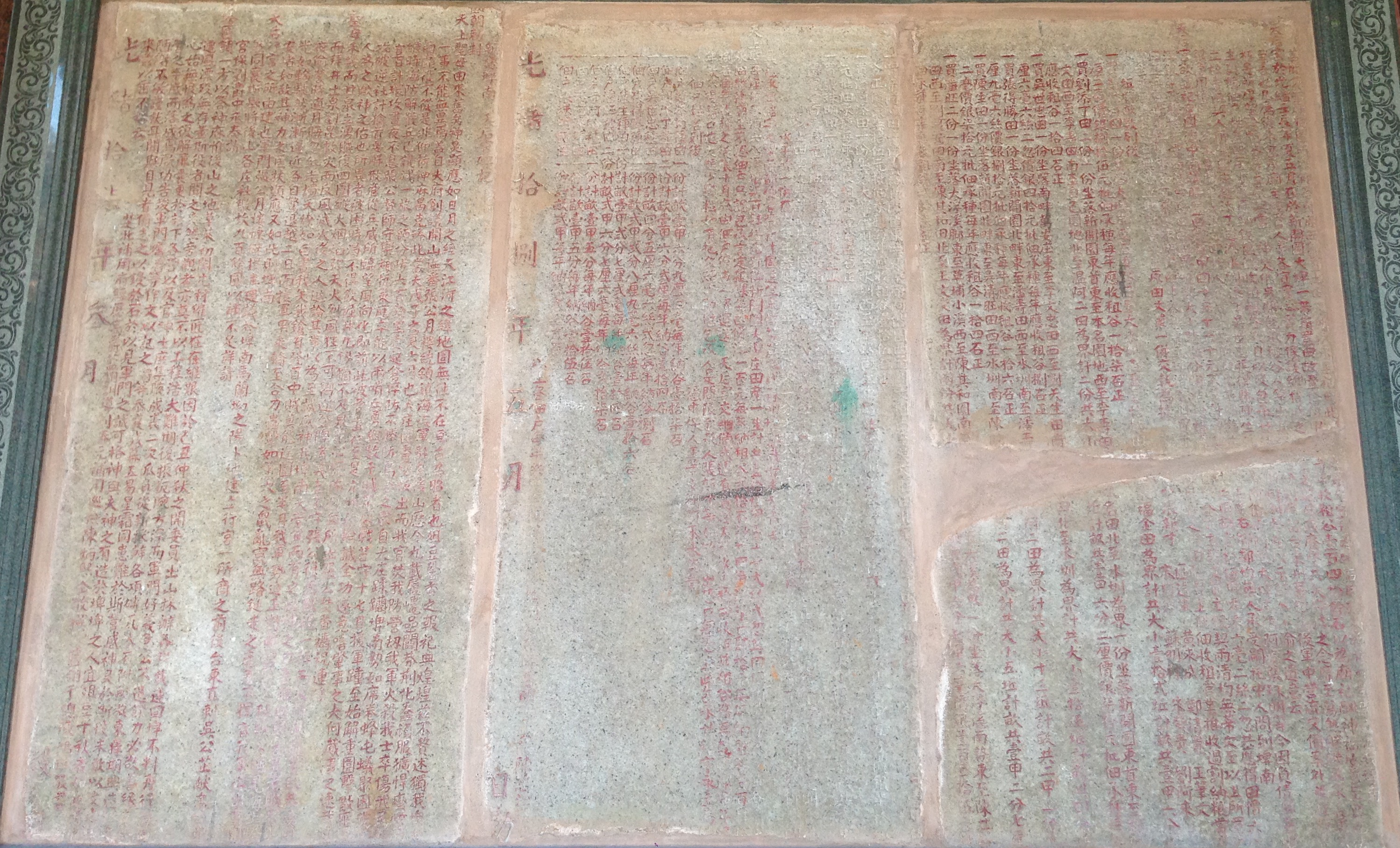
埤南天后宮碑記

大庄事件平定後，張兆連為感恩媽祖庇佑讓當時軍隊挖井找到水源於光緒十五年（1889年）捐俸建廟，並發動部屬及地方士紳共襄盛舉。張兆連還在事發地挖的井取名「靈泉井」，立碑石在旁。廟於光緒十七年（1891年）三月落成，落成後光緒皇帝賜頒「靈昭誠佑」匾額一幅。高爵、劉春元、陳炳熙同撰〈埤南天后宮碑記〉。

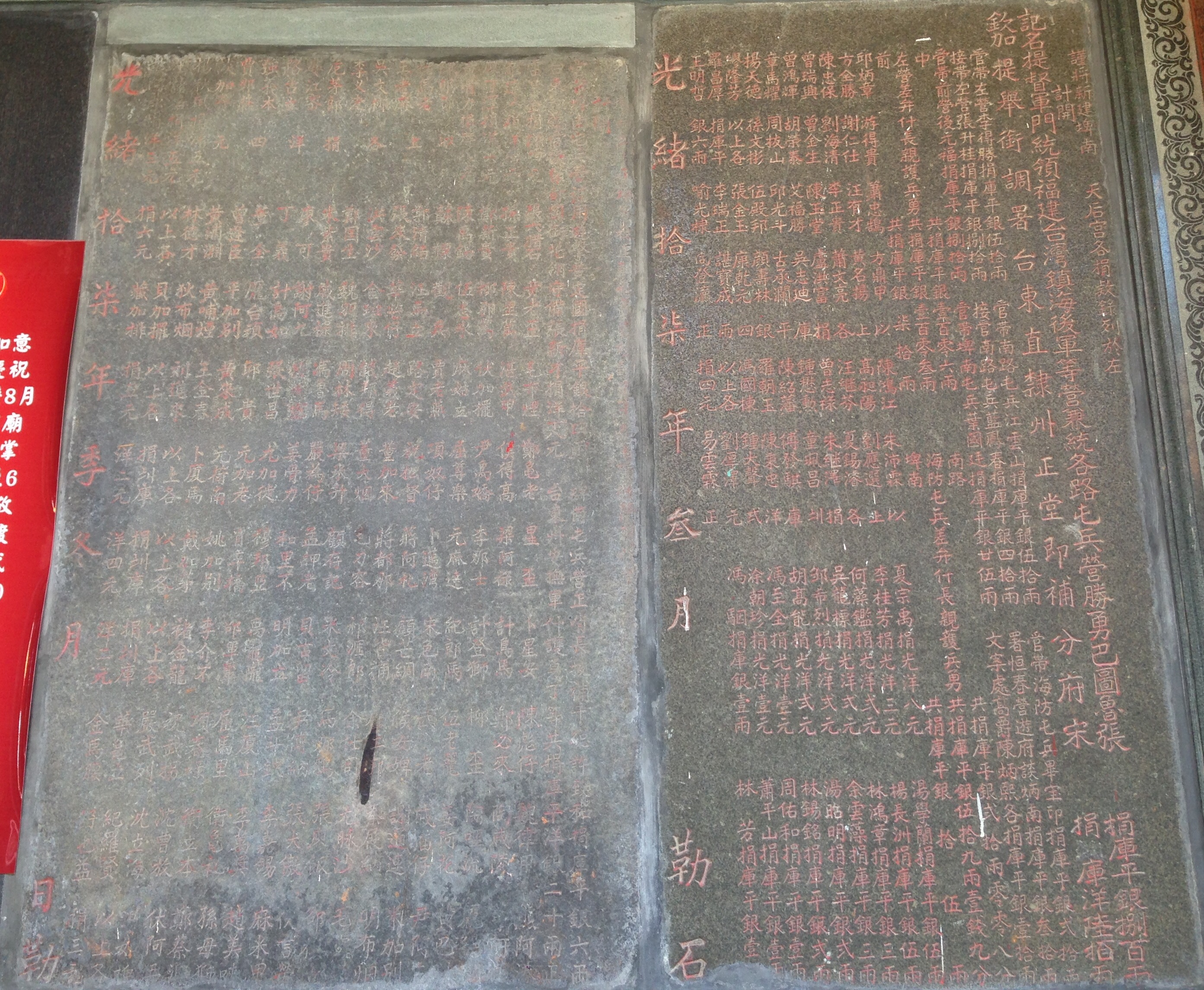
埤南天后宮碑記

由當時據守台東的清代官兵出資興建，因此石碑上贊助官兵有姓元、洋、以、捐等滿人音譯的姓氏。當時廟址為現在的東禪寺。臺灣的媽祖廟有五間官廟，此廟是清朝認證的最後一間，也是東台灣唯一的官廟。
原在埤南寶桑庄之東海濱、光緒七年（1881年）同知袁聞柝所建的昭忠祠，在光緒九年（1893年）遭颱風吹倒，暫移祠中神主於此廟之旁，後來重建天后宮時置昭忠祠於右護室。

### 日治時期
1930年強烈地震引起龜裂，遂有遷建之議。由吳金（吳錦麟）捐出原為菜園的一千六百餘坪土地，並由林捨、陳冬路、賴金木、張宜春、林江寧等人，向全臺各地信徒籌募經費，歷時三年，於1933年落成。當時未立下契約與任何文件，導致後來土地問題。首任主持人張之遠因年邁退休，地方士紳公推賴金木主持廟務。
1941年，皇民化運動大興，日本人想要將臺灣民間信仰改成日本神道。一次，警務課長井野邊招集臺東市紳此媽祖廟開會，主張廢除台東所有寺廟，改成神社。首先被問的原住民南醫師贊同。第二位是基督徒士紳的陳振宗亦贊同。第三位「台東三賴」之一的賴金木說廟宇是「眾人所有，應問民眾」，被井野邊責罵。第四位吳金玉則答至少保留天后宮與海山寺，因為是民眾的信仰中心，而且戰爭方殷，為安定人心，廢廟不宜。於是，兩寺廟皆得以保存。

### 戰後時期
1945年，賴金木等士紳發起募捐將廟宇重予整修，於1948年3月完工。
國民黨政府來臺後，廟方一千多坪土地被登錄為縣有地。直到1979年，宮務安定後，委員會才發現土地竟被登記在台東縣政府名下，想更正時已晚。
此外，軍方為養傷殘官兵，遂借廟設置國軍臨時教養院，部分空間借予榮民暫住，香火頓挫。軍方借地時，約定10年續約1次，1957年契約書第2條載明：「將來反攻大陸成功，甲方 (軍方)不需要繼續使用時，所以地上建物無條件贈送乙方 (天后宮)使用。」，因此導致爭紛，廟方遂後來在石壁上刻寫這段歷史，刻「影響宮務甚鉅」以表抗議。
1970年代末，廟方委員會發起募捐，募集兩百多萬元，在台東市勝利街二十四巷興建十八棟民房，遷置廟中暫住之榮民，榮獲省府林洋港頒給「熱心公益」匾額。其後並完成前門巨型牌樓壹座，康樂台貳座，大殿左右增建晨鐘、暮鼓二樓，香火復盛，信徒日增。
2003年12月31日列入臺東縣文化資產，後來未按專業古蹟維護修建，導致無法列為國家古蹟。
2014、2015年，廟方為討回德東營區等土地，與軍方對簿公堂。

## 祭祀

### 供奉神祇
主神媽祖分靈的根源，一說是福建湄洲島。另一說則依《台南大天后宮志》為光緒十五年張兆連對大天后宮獻「靈助平蠻」匾時，分靈至台東興建天后宮，以謝媽祖湧泉救命之恩。大天后促進為交流，還贈有複製「靈助平蠻」匾給台東天后宮，於2010年11月20日揭幕。
胡傳日記、《台東州采訪冊》史料中，胡傳將天后宮寫成天妃宮，每逢朔望會至此廟、觀音祠、土地祠、與昭忠祠參拜。昭忠祠正中央為開山撫番殉難軍民的神位，左祀文將軍為袁聞柝，右祀武將軍為張兆連。
2009年，為「擴展年輕人市場」增加收入，廟內開始供奉月下老人。當時廟方將一本學生作業簿，切割成適合大小，捲塞入月老左手充當姻緣簿，露出「先總統蔣公遺」及半個「訓」字正好露在外面。直到香客反應為何月下老人是拿蔣公遺訓？廟方才換成紅色姻緣簿。 
還有供奉註生娘娘、文昌帝君、觀世音菩薩、福德正神、城隍爺等。

### 清醮祭典
自1953年掌理廟務的林錦泉，於1962年11月舉行平安醮，為每逢虎年就舉辦清醮祭典。
自1962年開始，每隔十二年建醮。建醮期間，台東市民強迫吃素七天，禁屠豬雞鴨、市場禁止販售魚肉、漁船禁止出港，商店肉類罐頭也不能上架。警方配合管制，在台東主要對外路口如南迴公路、南橫公路、台11線、台9線設置攔檢哨，禁止外縣市肉類進入台東。由鄰里長負責家家戶戶收丁口錢，男的叫「丁」，女的叫「口」，男的錢收的比女的多。後來因男女平等，兩性錢都收一樣。
入醮時由火醮打頭陣，在此廟前起鼓以迎接火神，該刻廟內全面禁火，直到下午5時才送火神回駕。
1986年建醮，時任台北市長的許水德贈送「與天同功」，及時任高雄市長蘇南成致贈「后來其蘇」檜木匾額，後來在2010年廟方整修時拆下被偷去，出現在拍賣網站，各開價四萬元。廟方與業者協調後，業者答應無償歸還。
隨著宗教多元化、經濟型態改變，建醮收丁口錢、吃素都出現反對聲音。2010年，廟方林有德表示收丁口錢不如以往盛況，還有李姓鄰長更直言收錢好像被當作詐騙集團和乞丐。

### 元宵遶境
該廟以台東元宵遶境的炮炸寒單爺聞名，素有「北天燈、南蜂炮、東寒單」之名。一說元宵遶境在清朝就有；另一說，根據台東文史工作者林崑成，台東神明遶境活動緣由於1933年此廟喬遷落成典禮，舉辦天后宮媽祖遶境活動，後來延續每年元宵節。元宵炸寒單爺的起源，傳說為戰後一名西臺灣的養鴨戶所引進供奉，後來演變成給信徒在元宵節放鞭炮求平安。
1954年，此廟被國軍徵用作教養院，停止遶境，改由海山寺接手。直到1979年，海山寺發生臺灣白色恐怖事件，因此封山，將元宵活動交回。1981年，寺方以元宵活動不屬於佛教為由，改回天后宮承辦。當時以「軍民聯歡晚會」名號舉行時，空軍志航基地曾特組舞龍與醒獅團開道。
自1986年以來統計，遊行隊伍出現的陣頭，有傳統的神轎、輦轎、乩童、五營及七爺、八爺、三太子神尪偶，更有電音五營陣、藝閣、花車、龍陣、獅陣、宋江陣、家將團、官將首、八家將、什家將、五毒大神、五路財神、十二星君、十三太保、八仙藝陣、鍾馗藝陣、班頭陣、花籃陣、高蹺陣、跳鼓陣、大鼓陣、車鼓陣、鬥牛陣、蜈蚣鼓、響天鼓、震天鑼等。
2002年，台東縣政府成立旅遊局，將炮炸寒單爺和元宵神明遶境導入觀光產業，給予輔導但不介入，因此在管理上缺乏公權力，發生諸如2009年陣頭順序抽籤時造假等負面新聞。
2016年，元宵遶境及炸寒單爺提報至中央審議，爭取登錄為國家「重要民俗及相關文物」，但未通過。審議委員認為文化細緻度低、太強調觀光商業性、陣頭同質性高，競相以鋼管陣列隊變成低俗化走向，致居民參與度變低，少見台東地方特色、無民俗深度及內涵。

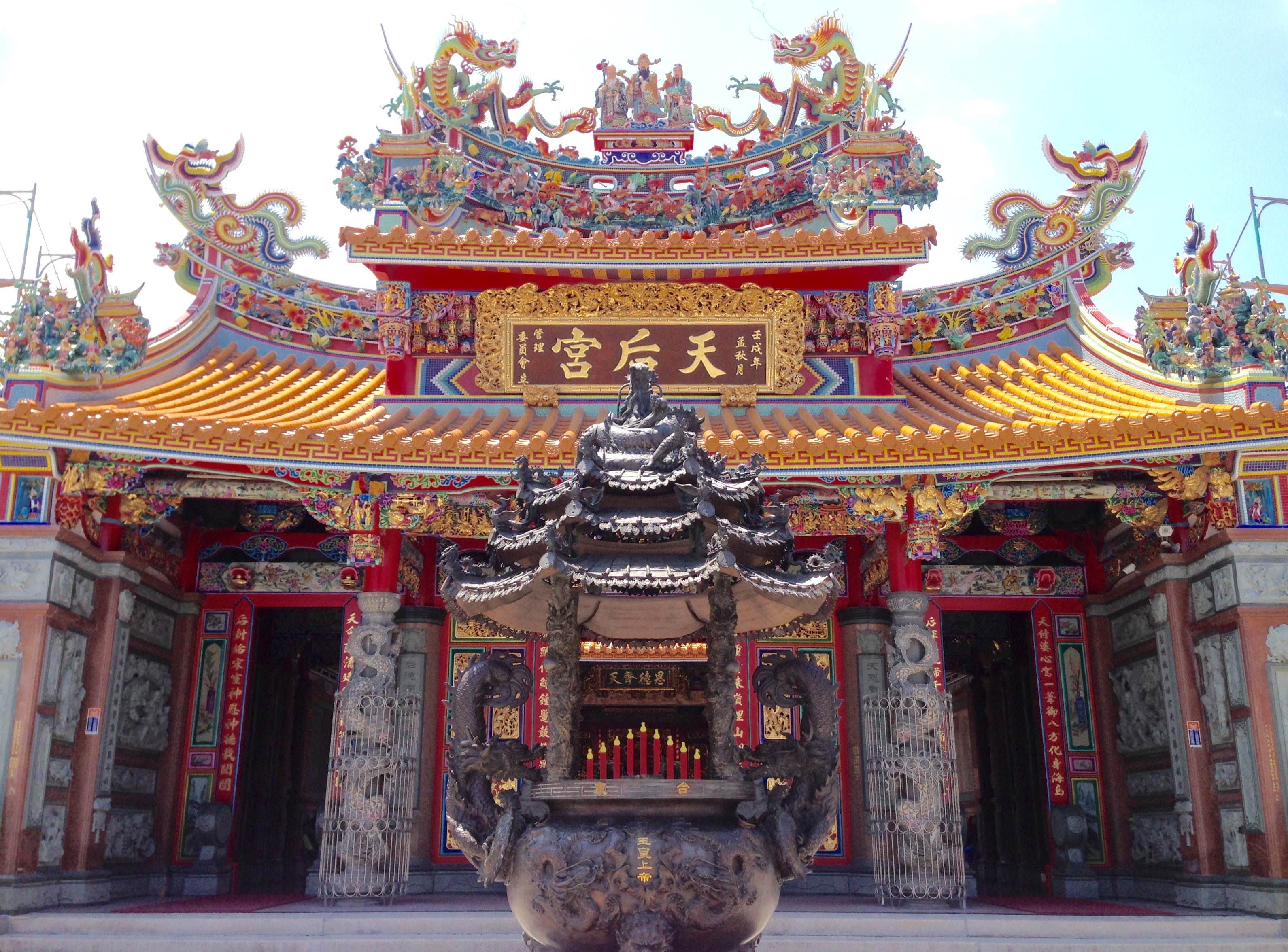
三川殿
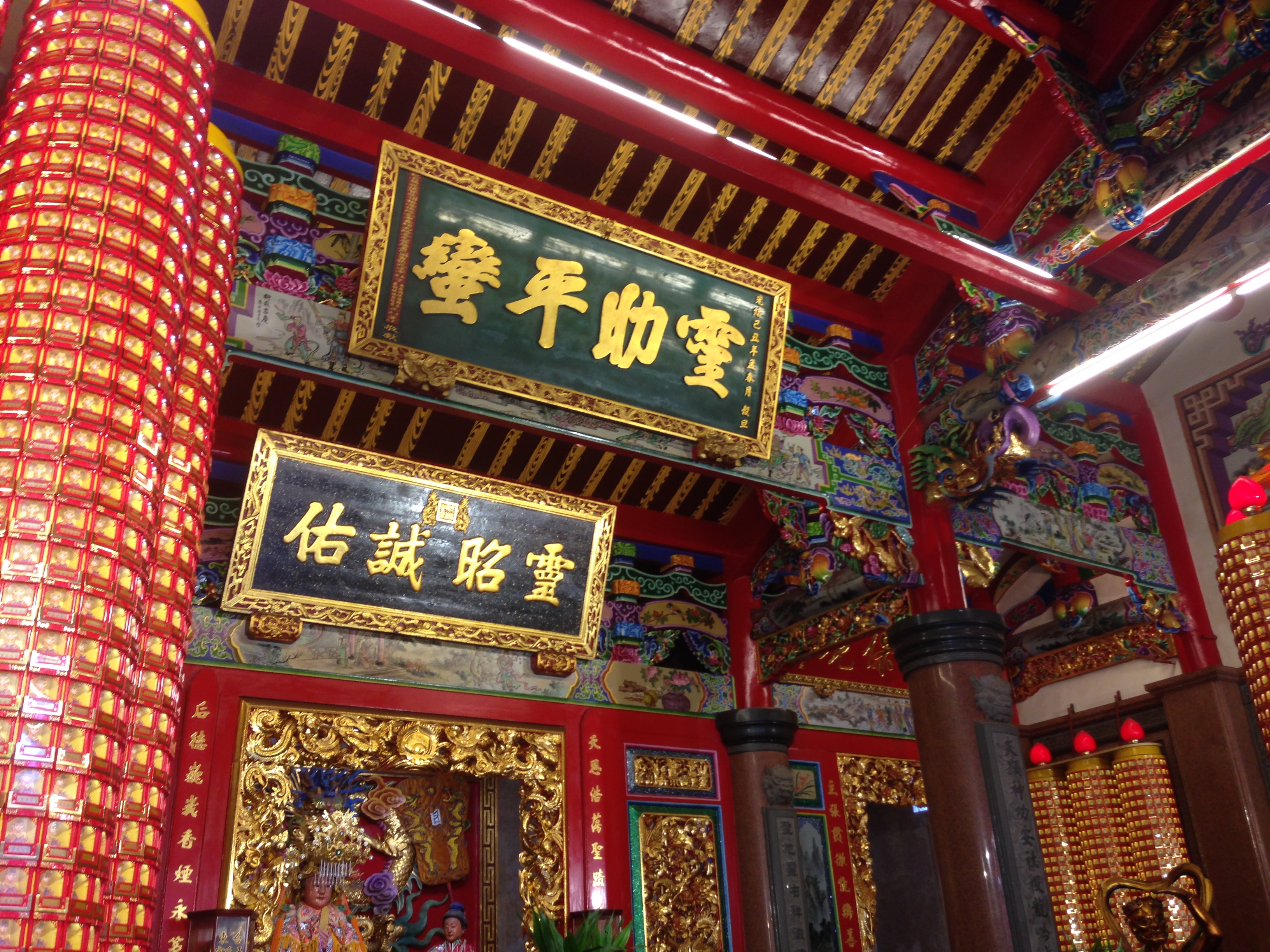
「靈昭誠佑」與「靈助平蠻」匾額
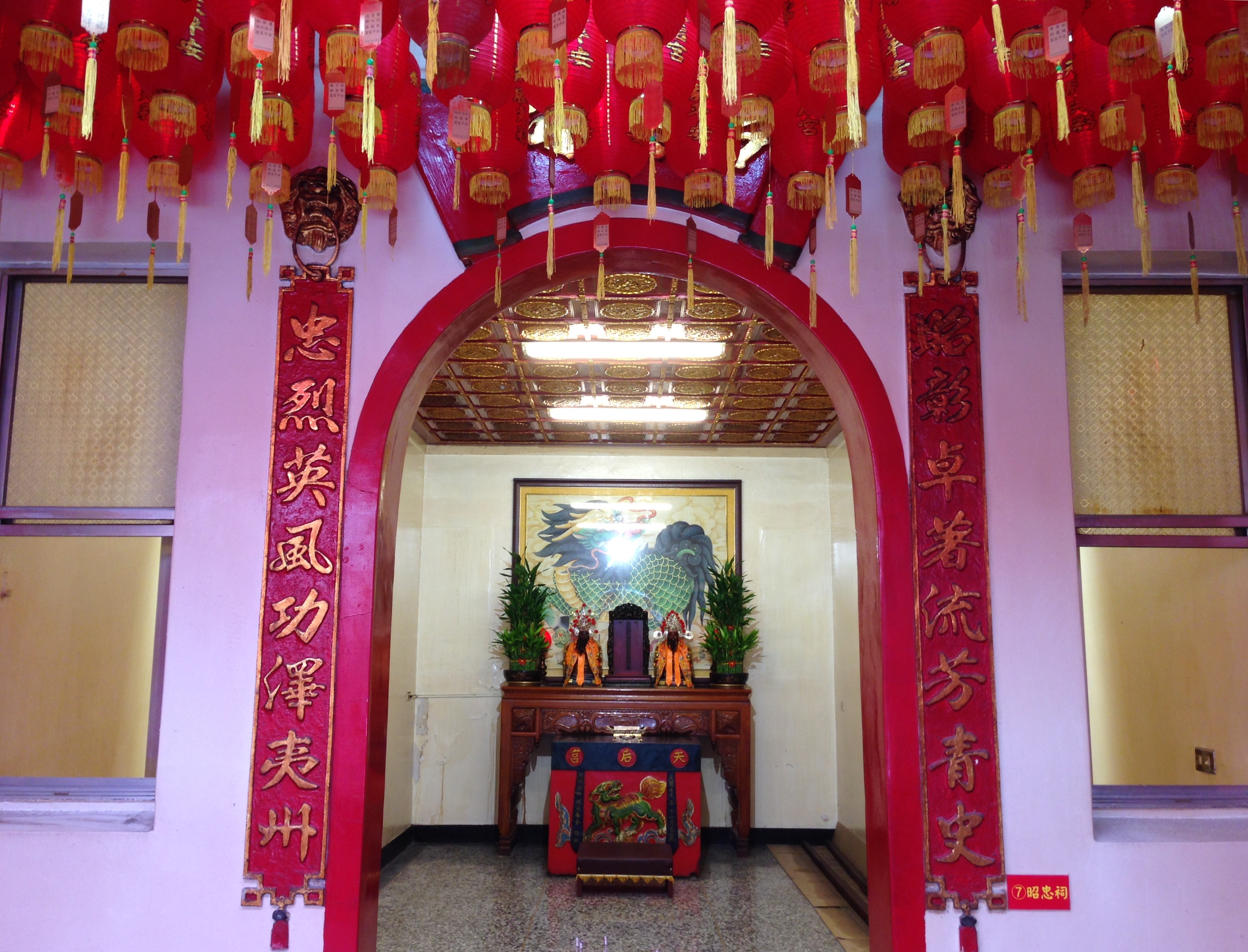
昭忠祠

## 外部連結
- 官方网站 （页面存档备份，存于）
- 台東天后宮的Facebook專頁
- 臺東縣元宵神明遶境活動——文化部文化資產局（页面存档备份，存于）